# HMS Starkodder (51)
HMS Starkodder (51) var en minsvepare i svenska flottan av Styrbjörn-klass som från början var ett valfångstfartyg inskaffat i Norge 1935. Starkodder tjänstgjorde kring den svenska västkusten under andra världskriget. Hennes systerfartyg hette HMS Styrbjörn (52) och de utgjorde Göteborgs Eskader tillsammans med pansarskeppet HMS Manligheten, jagarna HMS Wrangel och HMS Wachtmeister, ubåtarna HMS Hajen, HMS Sälen och HMS Valrossen.
Klockan 14:30 den 16 oktober 1942 inträffade en sprängolycka som krävde två dödsoffer. HMS Starkodder befann sig på Sälöfjorden och hård sjö försvårade arbetet kring att desarmera en sjömina. Två av männen som befann sig i en roddbåt dödades omedelbart. Det var förste däcksfuriren O. G. Andersson och värnpliktige F. E. Johansson. De övriga två som befann sig i båten överlevde.
Efter utrangeringen såldes hon 1961 till Skrot & Avfallsprodukter i Göteborg.
Starkodder är ett annat namn på den fornnordiske sagohjälten Starkad.